# Cantiano
Cantiano is een gemeente in de Italiaanse provincie Pesaro-Urbino (regio Marche) en telt 2537 inwoners (31-12-2004). De oppervlakte bedraagt 83,2 km², de bevolkingsdichtheid is 30 inwoners per km².
De volgende frazioni maken deel uit van de gemeente: Palcano, Vilano, Moria, Pontedazzo, S. Crescentino, Chiaserna, Fossato e Pontericciòli.

## Demografie
Cantiano telt ongeveer 1139 huishoudens. Het aantal inwoners daalde in de periode 1991-2001 met 7,2% volgens cijfers uit de tienjaarlijkse volkstellingen van ISTAT.
| Jaar | Inwoneraantal |
| ---- | ------------- |
| 1991 | 2744          |
| 2001 | 2547          |

## Geografie
De gemeente ligt op ongeveer 360 m boven zeeniveau.
Cantiano grenst aan de volgende gemeenten: Cagli, Frontone, Gubbio (PG), Scheggia e Pascelupo (PG).